# 10371 Gigli
Format:Voir homonymes
10371 Gigli este un asteroid din centura principală de asteroizi.

## Descriere
10371 Gigli este un asteroid din centura principală de asteroizi. A fost descoperit pe 27 februarie 1995 la San Marcello Pistoiese de Luciano Tesi și Andrea Boattini. Asteroidul prezintă o orbită caracterizată de o semiaxă mare de 2,40 ua, o excentricitate de 0,16 și o înclinație de 0,4° în raport cu ecliptica.